# ПИК-1

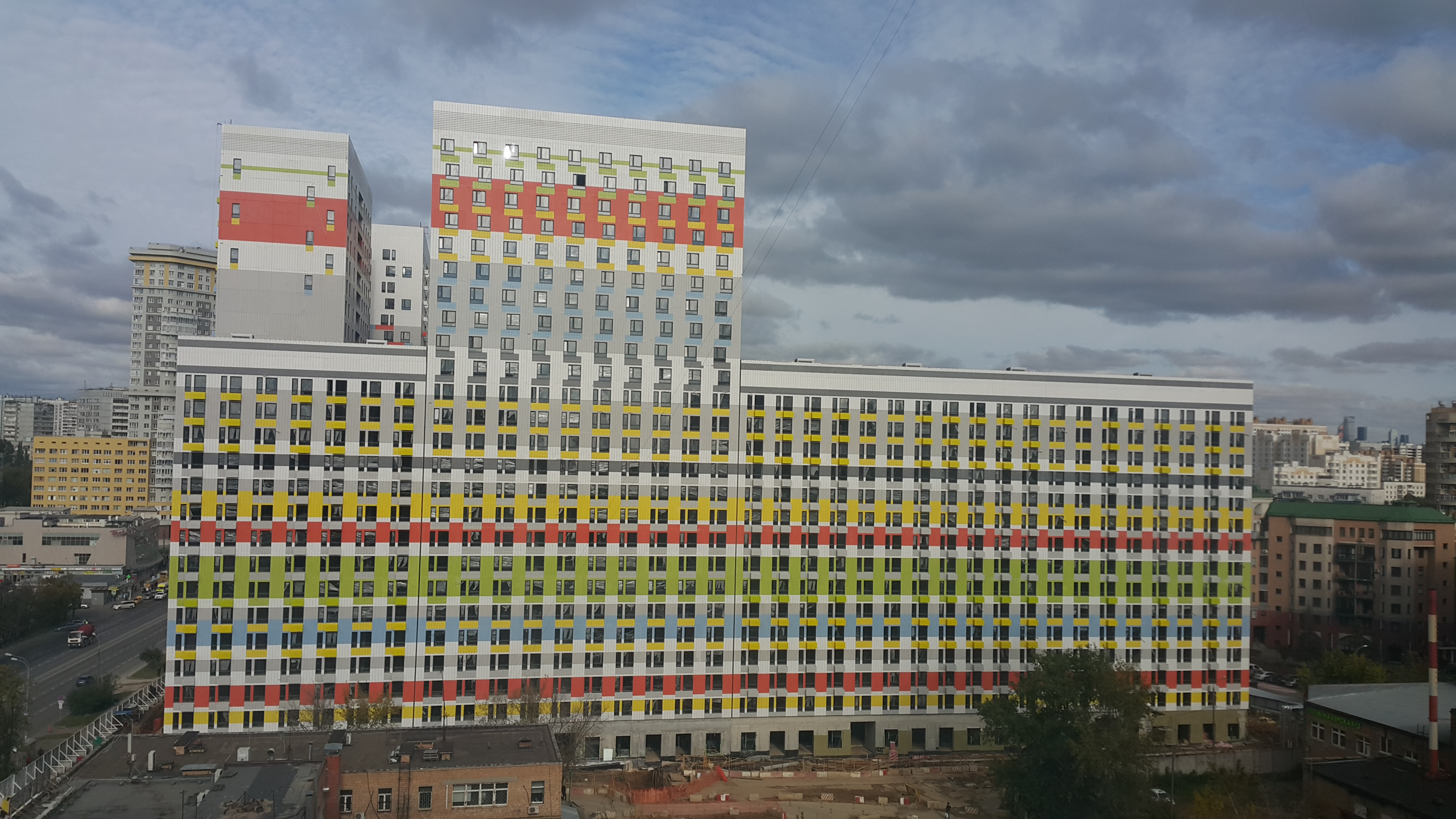
Дом проекта ПИК-1, секции 15 и 25 этажей

ПИК-1 — серия многосекционных (многоподъездных) панельных жилых домов, разработанная группой компаний ПИК в 2015 году для строительства в Москве и области. Дома данной серии производятся на Домостроительном комбинате № 2.

## История
21 мая 2015 года Правительство Москвы выпустило постановление, устанавливающее новые требования к фасадным и градостроительным решениям, а также к объёмно-планировочным решениям типовых жилых и первых этажей. В соответствии с этим постановлением компания «ПИК» начала разработку нового типового проекта.
Уже в июле того же года начались строительные работы на месте будущего жилого комплекса «Бунинские луга». Архсовет Москвы по этому поводу выпустил статью о преимуществах нового типа домов, соответствующих постановлению № 305-ПП.
Вскоре Комплекс градостроительной политики и строительства города Москвы опубликовал презентацию «Новые стандарты массового жилья», в которых были описаны 4 объекта застройки домами серии ПИК-1, а именно жилые комплексы «Бунинские луга», «Мещёрский лес», «Варшавские холмы» и дома на ул. Ярцевской.
В феврале 2016 года ГК «ПИК» приняла участие в круглом столе «Качество жилой городской среды. Тенденции и перспективы развития индустриального домостроения в России», который проходил в рамках V Российского инвестиционно-строительного форума. Мероприятие было организовано Министерством строительства и ЖКХ РФ, Комитетом по архитектуре и градостроительству г. Москвы и Союзом московских архитекторов с целью продемонстрировать результаты деятельности по разработке и внедрению современных нормативных актов и проектных стандартов, повышающих качество массового жилья в Москве. В ходе мероприятия была продемонстрирована и подробно описана серия домов ПИК-1. Она была одобрена главным архитектором Москвы Сергеем Кузнецовым.

## Описание
Жилые дома серии ПИК-1 имеют лучшие показатели энергоэффективности относительно предыдущих серий, производимых на ДСК-2. Это обусловлено, во-первых, применением передовых теплоизоляционных материалов, и, во-вторых, новыми узлами стыковки внешних панелей.
Дома проектируются с нежилыми помещениями первого этажа для размещения уличного ритейла; их высота — от 3.1 до 4.2 м, что вместе с витражным остеклением даёт возможность сформировать полноценный уличный фронт с активной общественной жизнью.
Наиболее заметные недостатки данного проекта — отсутствие балконов в некоторых домах, меньшая высота потолков по сравнению с популярной серией П-44Т, а также неудачные планировки и малые площади некоторых квартир.
| Планировочное решение  | Многосекционный, панельный жилой дом с рядовыми, угловыми и торцевыми секциями. В доме могут быть «студии», 1-, 2-, 3- и 4-комнатные квартиры, в том числе с европланировкой |
| Этажность              | 9—25 этажей, технический этаж на уровне чердака и техподполье под всем зданием. Возможно строительство домов переменной этажности                                            |
| Высота жилых помещений | 2,65 м |
| Технические помещения  | Техподполье для размещения инженерных коммуникаций |
| Лифты                  | 2 или 3 шт. (грузопассажирские, два с глубокой кабиной и один с широкой) |
| Отопление              | Центральное, водяное |
| Вентиляция             | Естественная вытяжная через вент-блоки в санкабинах |
| Водоснабжение          | Холодная, горячая вода от городской сети |
| Мусоропровод           | Отсутствует |
| Балконы                | Отсутствуют на всех этажах |
| Лестницы               | Незадымляемые, с выходами на противопожарный общий балкон |

## Объекты
По состоянию на конец 2016 года, в Москве и области построены или строятся 11 объектов, включающих в себя около 100 домов серии ПИК-1. Планируется модернизировать один из домостроительных комбинатов в Санкт-Петербурге для производства панелей в этом регионе.